# Dalila Ippólito
Dalila Ippólito (ur. 24 marca 2002 w Buenos Aires) – argentyńska piłkarka, grająca na pozycji pomocnika.

## Kariera piłkarska

### Kariera klubowa
Wychowanka klubów Jóvenes Deportistas i River Plate, w barwach którego rozpoczęła karierę piłkarską w roku 2015. W sezonie 2019/20 broniła barw UAI Urquiza. W lipcu 2020 podpisała kontrakt z Juventusem Women.

### Kariera reprezentacyjna
19 czerwca 2019 debiutowała w narodowej reprezentacji Argentyny w meczu przeciwko Szkocji. Wcześniej była powoływana do juniorskiej i młodzieżowej reprezentacji.

## Sukcesy i odznaczenia

### Sukcesy piłkarskie
River Plate
- mistrz Argentyny: 2016/17